# Bloomberg Philanthropies

Logo

Bloomberg Philanthropies ist eine philanthropische Organisation, die das gesamte wohltätige Engagement des Gründers Michael R. Bloomberg umfasst. Bloomberg Philanthropies hat seinen Hauptsitz in New York City und konzentriert seine Ressourcen auf fünf Bereiche: Umwelt, öffentliche Gesundheit, Kunst, staatliche Innovation und Bildung. Laut dem Foundation Center war Bloomberg Philanthropies im Jahr 2015, dem letzten Jahr, für das Daten verfügbar waren, die zehntgrößte Stiftung in den Vereinigten Staaten. Bloomberg hat sich verpflichtet, den Großteil seines Vermögens, das derzeit auf mehr als 54 Milliarden Dollar geschätzt wird, zu spenden. CEO von Bloomberg Philanthropies ist Patti Harris.
Während seiner Tätigkeit bei Bloomberg L.P. spendete Bloomberg einen Großteil seines Vermögens für medizinische Forschung, Bildung und Kunst. Außerdem saß er in den Vorständen zahlreicher wohltätiger Organisationen. Ab 2004 erschien Bloomberg in der jährlichen Liste des Magazins Chronicle of Philanthropy unter den 50 US-Amerikanern, die in dem Jahr das meiste Geld gespendet hatten. Zwischen 2004 und 2011 wurde Bloomberg jedes Jahr unter den Top 10 der amerikanischen Philanthropen gelistet. Seit 2006 befindet sich der Hauptsitz im Stuyvesant Fish House an der East 78th Street in Manhattan.